# 5204 Herakleitos
5204 Herakleitos este o planetă minoră (asteroid), cu un diametru de 13,137 km, din centura de asteroizi. A fost descoperită pe 11 februarie 1988 la Observatorul La Silla de Eric Walter Elst și a fost numită după Heraclit. 
Obiectul prezintă o orbită caracterizată de o semiaxă mare de 3,1360101 UAi, o excentricitate de 0,14, o înclinație de 0,8701 ° în raport cu ecliptica.